# Mario Cipollini
Mario Cipollini (n. 22 martie 1967, Lucca, Toscana, Italia) este un fost ciclist italian. Specialist în sprint, el s-a remarcat în special prin  deținerea recordului de victorii de etapă în Turul Italiei unde a reușit 42 de astfel de victorii.